# Municipio de Stonelick
El municipio de Stonelick (en inglés: Stonelick Township) es un municipio ubicado en el condado de Clermont en el estado estadounidense de Ohio. En el año 2010 tenía una población de 5890 habitantes y una densidad poblacional de 76,73 personas por km².

## Geografía
El municipio de Stonelick se encuentra ubicado en las coordenadas 39°8′43″N 84°8′49″O / 39.14528, -84.14694. Según la Oficina del Censo de los Estados Unidos, el municipio tiene una superficie total de 76.76 km², de la cual 76.35 km² corresponden a tierra firme y (0.53%) 0.41 km² es agua.

## Demografía
Según el censo de 2010, había 5890 personas residiendo en el municipio de Stonelick. La densidad de población era de 76,73 hab./km². De los 5890 habitantes, el municipio de Stonelick estaba compuesto por el 98.05% blancos, el 0.15% eran afroamericanos, el 0.12% eran amerindios, el 0.15% eran asiáticos, el 0.02% eran isleños del Pacífico, el 0.2% eran de otras razas y el 1.31% pertenecían a dos o más razas. Del total de la población el 0.97% eran hispanos o latinos de cualquier raza.